# 船に乗れ!
『船に乗れ!』（ふねにのれ）は、藤谷治による日本の青春小説。2013年に舞台化される。
チェロを専攻する高校生・津島サトルが主人公の青春音楽小説で、「合奏と協奏」「独奏」「合奏協奏曲」の三部作から成る。第一部「合奏と協奏」は書き下ろし、第二部「独奏」は『ポプラビーチ』にて2008年10月から2009年6月まで連載、第三部「合奏協奏曲」は『Webマガジン ブンゲイ・ピュアフル』にて2009年7月から11月まで連載された作品に書き下ろし分を加え、加筆・訂正の上、刊行された。
中年の主人公・サトルの視点が時折挿入されることで、サトルが高校時代を回想していることがさりげなく示されており、読者はサトルの青春と恋に未来が無いことを分かった上で、青春力全開でありながら哀しい物語にどんどん引き込まれていく。また、オペラ鑑賞やオーケストラの練習風景などが、サトルの言動を借りて初心者にも分かりやすく平易に立体的に語られ、音楽とは無縁の者も物語に引き込むこうした技術は、派手なストーリーや展開に対して目立ちにくいが、これを軽々とこなしている作者は称賛に値し、最も良質な青春小説である。
2010年、本屋大賞にノミネートされ、第7位にランクインした。
2008年にジャイブから刊行された音楽小説のアンソロジー『Heart Beat』に番外編「再会」が収録されている。伊藤慧が日本で初めて開くソロリサイタルへ、40代のサトルが赴き、過去の自分と折り合いをつける様が描かれる。尚、この番外編は文庫版の第3巻に収録された。

## あらすじ
大人になった津島サトルが、自意識過剰だった高校生時代を顧みる。
音楽一家に生まれたサトルはそうするのが当然のように幼い頃からピアノを習ってきたが上達せず、中学1年生の時に祖父の提案でチェロを習い始め、国立の芸術高校を受験するが不合格となり、不本意ながら祖父が創始者のひとりである新生学園大学付属音楽高校に進学する。厳しい練習に耐えながら、受験日に知り合ったフルート専攻の伊藤慧と友情を育み、一目ぼれした同級生でヴァイオリン専攻の南枝里子との交際が始まり、充実した学園生活を送る。だが、サトルが2年の夏休みに叔父夫妻がいる西ドイツへ留学している間に、枝里子の身に思いもよらぬことが起こっており、枝里子はサトルに何も語らぬまま学校を去って行く。
新生学園（しんせいがくえん）
幼稚園から大学まである私立の学校。
音楽科の生徒たちでオーケストラを編成するが、専攻する楽器に偏りがあるため、ピアノ以外の楽器の生徒は副科でピアノを、ピアノと声楽を専攻する生徒は何か別の楽器を必ず専攻しなければならない。
男子生徒は少なく、サトルの世代も男子は全員同じクラスに入れられた。サトルが3年生時に男子の募集が停止され、三流校からの脱却を図り、専攻する楽器に専念するため、副科の制度も変更された。

## 登場人物

### 主人公とその同級生
津島 サトル（つしま サトル）
音楽科1年A組。専攻はチェロ。
両親以外の親族が音楽教師、作曲家、ピアニストという音楽一家に育つ。物心つく前から祖母からピアノを習っていたが上達せず、中学1年生の時に祖父の提案でチェロを習い始める。国立の音楽高校に落ち、祖父が創始者の一人である新生学園音楽科に入学する。文学と哲学が好き。
同級生の南枝里子との交際と突然の別れで傷付き成長する。
伊藤 慧（いとう けい）
音楽科1年A組。専攻はフルート。受験日にサトルと知り合う。絵に描いたような美少年で「フルートの王子」として女子から人気になる。姉が新生学園大学に在籍している。
鮎川 千佳（あゆかわ ちか）
音楽科1年A組。中等部からの持ち上がり。専攻はヴァイオリン。ポニーテール。枝里子とは親友。
南 枝里子（みなみ えりこ）
音楽科1年B組。専攻はヴァイオリン。サトルが入学式の日に一目惚れした女子。両親はそば屋を営む。サトルと交際し、音楽の語らいを楽しむが、彼の留学中に情緒不安定となり、ある出来事を境に退学しサトルとも別れることになる。
沢 寛子（さわ ひろこ）
音楽科1年A組。中等部からの持ち上がり。高校から専攻をフルートに変えた。
その他
- 大宮 和樹 - 音楽科1年A組。専攻は声楽（テノール）。
- 橋本 洋太郎 - 音楽科1年A組。専攻は声楽（バリトン）。
- 山路 満 - 音楽科1年A組。専攻はピアノ、副科は声楽。
- 生田 寛 - 音楽科1年A組。専攻はピアノ、副科はコントラバス。
- 森 千鶴子・上野 まゆみ - 2年時のサトルのクラスメイト。専攻はピアノだが、副科でチェロをやらされている。
- 浅葉 - 3年時のサトルのクラスメイト。専攻はピアノ。

### サトルの先輩・後輩
先輩
合田 隼人（ごうだ はやと）
1学年先輩。専攻はヴァイオリン。後輩の女の子にちょっかいを出したがる。
戸田 健一（とだ けんいち）
1学年先輩。専攻はチェロ。サトルに頼りがちな情けない先輩。
白井（しらい）
2学年先輩。サトルが1年時のオーケストラのコンサートマスター。芸大に合格する。
後輩
君島 栄一（きみじま えいいち）
1学年後輩。専攻はピアノ。新聞社の重役の息子。
浅井 敬助（あさい けいすけ）
1学年後輩。1年生にしてオーケストラで南と共に第二ヴァイオリンのトップに指名される。
手房 あやめ（たぶさ あやめ）
1学年後輩。チェロ・第二プルートのトップ。
成田 花江（なりた はなえ）
2学年後輩。チェロ専攻。高度なテクニックが要求されるデイヴィッド・ポッパーの曲を練習していたため、サトルに焦燥感と無力感を感じさせる。

### 新生学園教師
東堂 順子（とうどう じゅんこ）
新生学園高校音楽科1年A組の担任。髪を刈り上げているので、カリババと呼ばれる。話が長い。前年までは普通科を受け持っていた。
岩淵（いわぶち）
新生学園高校音楽科1年C組の担任。声楽とソルフェージュの教諭。サトルの3年時の担任。
多田（ただ）
新生学園高校音楽科1年B組の担任。ピアノと聴音の教諭。
北島 礼子（きたじま れいこ）
サトルの副科（ピアノ）の担当教諭。学園一の美人で、あだ名は「クレオパトラ」。津島の祖母のレッスンを受けによく津島家へ通っていたため、サトルを見知っていた。男嫌いなことで有名で、言い寄る男たちは皆玉砕、それまでは男子生徒の受け持ちも拒んでいた。
加藤（かとう）
オーケストラ授業の担任。太った体格のヴァイオリニスト。通称はカミナリで、怒ると非常に怖い。
金窪 健史（かなくぼ たけし）
一般教科（倫理・社会）の担当教諭。大学時代はソクラテスを研究し、サトルと哲学談議を交わす。まん丸の目をしており、あだ名は高校時代に付けられた「金壺まなこ」。枝里子との別れで傷つき憔悴したサトルが苛立ちからついた嘘で、自主退職に追い込まれる。
久遠 みつ子（くどう みつこ）
サトルの2年時の担任。担当教科は楽典。サトルの祖父の愛弟子。

### その他
鏑木（かぶらぎ）
新生学園高校音楽科のオーケストラ指揮者。小澤征爾の弟子。
松野 敏明（まつの としあき）
サトルの祖父。新生学園の学長。音楽関係のレコードや書物を多く収集している。家族や親しい人の前では、一人称が「お父ちゃん」になる。
松野 整（まつの せい）
サトルの叔父（母の弟）。1年の半分は新生学園大学のピアノ科の講師として日本に、もう半分は西ドイツのハイデルベルクにいる。
松野 ビアンカ（まつの ビアンカ）
整の妻。ドイツ人。ハイデルベルクのオペラハウスのオーケストラでヴァイオリンを弾いている。
佐伯（さえき）
新生学園大学のチェロ講師。NHK交響楽団のチェリストで、教育者としてもサトルの祖父が太鼓判を押す。人柄も垢抜けている。
ルドルフ・メッツナー
ビアンカと同じ楽団のチェリスト。サトルの留学時の先生。

## 書誌情報
| # | タイトル             | 単行本 （ジャイブ）                      | 文庫本 （ポプラ文庫ピュアフル）         |
| - | -------------------- | ---------------------------------------- | --------------------------------------- |
| 1 | 船に乗れ! 合奏と協奏 | 2008年10月1日発売 ISBN 978-4-861-76579-7 | 2011年3月4日発売 ISBN 978-4-591-12399-7 |
| 2 | 船に乗れ! 独奏       | 2009年07月2日発売 ISBN 978-4-861-76681-7 | 2011年3月4日発売 ISBN 978-4-591-12400-0 |
| 3 | 船に乗れ! 合奏協奏曲 | 2009年11月5日発売 ISBN 978-4-861-76735-7 | 2011年3月4日発売 ISBN 978-4-591-12401-7 |

## 交響劇「船に乗れ!」
東急シアターオーブにて、2013年12月13日から12月21日まで公演。

### キャスト
- 津島サトル - 山崎育三郎（高校時代）、福井晶一（現在〈45歳〉）
- 南枝里子 - 小川真奈
- 伊藤慧 - 平方元基
- 鮎川千佳 - 増田有華、谷口ゆうな（ダブルキャスト）
- オーケストラメンバー
  - 生田寛 - 松岡卓弥
  - 沢寛子 - 加藤雅美
  - 合田先輩 - 入野自由・石井一彰（ダブルキャスト）
  - 戸田先輩 - 輝馬
  - 白井 - 前山剛久
  - 柳沢 - 木内健人
  - 浅葉 - 西岡優妃
  - 吉岡 - 吉田萌美
- 久遠みつ子 - 金沢映子
- 金窪健史 - 加藤虎ノ介
- 北島礼子 - 田中麗奈
- 南トシ子 - 木の実ナナ
- 松野敏明 - 小野武彦

### スタッフ
- 脚本・演出・作詞 - 菅野こうめい
- 脚本 - 鈴木哲也
- 音楽監督・作曲 - 宮川彬良
- 指揮 - 西村友
- オーケストラ - 東邦音楽大学管弦楽団
- 主催 - WOWOW、イープラス
- 企画・製作 - アトリエ・ダンカン
- 協賛 - ハウス食品